# Светлое (станция, Калининградская область)
Светлое — упразднённая железнодорожная станция (тип населённого пункта) в Гурьевском городском округе Калининградской области. Входила в состав Новомосковское сельское поселение. В 2000-е годы населённый пункт включен в состав поселка Светлое.

## География
Располагается в 17 км к югу от города Калининград, у одноимённой железнодорожной станции на линии Калининград — Мамоново (польская граница) Калининградской железной дороги. В настоящее время представляет собой отдаленный район (в 1 км к юго-востоку) посёлка Светлое.

## Население
По данным переписи 2002 года на станции проживало 179 человек, 89 % из которых составляли русские.
Население станции на 1 января 2011 года составило 198 человек (93 мужчины, 105 женщин).

## Инфраструктура
На станции есть вокзал и две платформы, магазин, отделение Почты России, на реке — пляж, дамба защитная.